# Euploea nepotina
Euploea nepotina är en fjärilsart som beskrevs av Hans Fruhstorfer 1904. Euploea nepotina ingår i släktet Euploea och familjen praktfjärilar. Inga underarter finns listade i Catalogue of Life.